# Carl Gustaf Hult
Carl Gustaf Hult, född 1 maj 1841 i Målilla församling, Kalmar län, död 5 februari 1912 i Högsby församling, Kalmar län, var en svensk militär och riksdagsman.
Carl Gustaf Hult var son till major Carl August Albrecht Hult och Gustafva Håkansson. Han blev underlöjtnant vid Kalmar regemente 1859, löjtnant där 1865, kapten i regementet 1875, vid regementet 1878, major i armén 1892, vid regementet 1893, överstelöjtnant där 1896 och var överste och chef för Dalregementet 1898–1903. Hult var ledamot av första kammaren 1907–1911, invald i Kalmar läns södra valkrets. Han blev riddare av Svärdsorden 1881, av Vasaorden 1883 och av Karl XIII:s orden 1904 samt kommendör av andra klassen av Svärdsorden 1901 och kommendör av första klassen 1905.